# گنبر

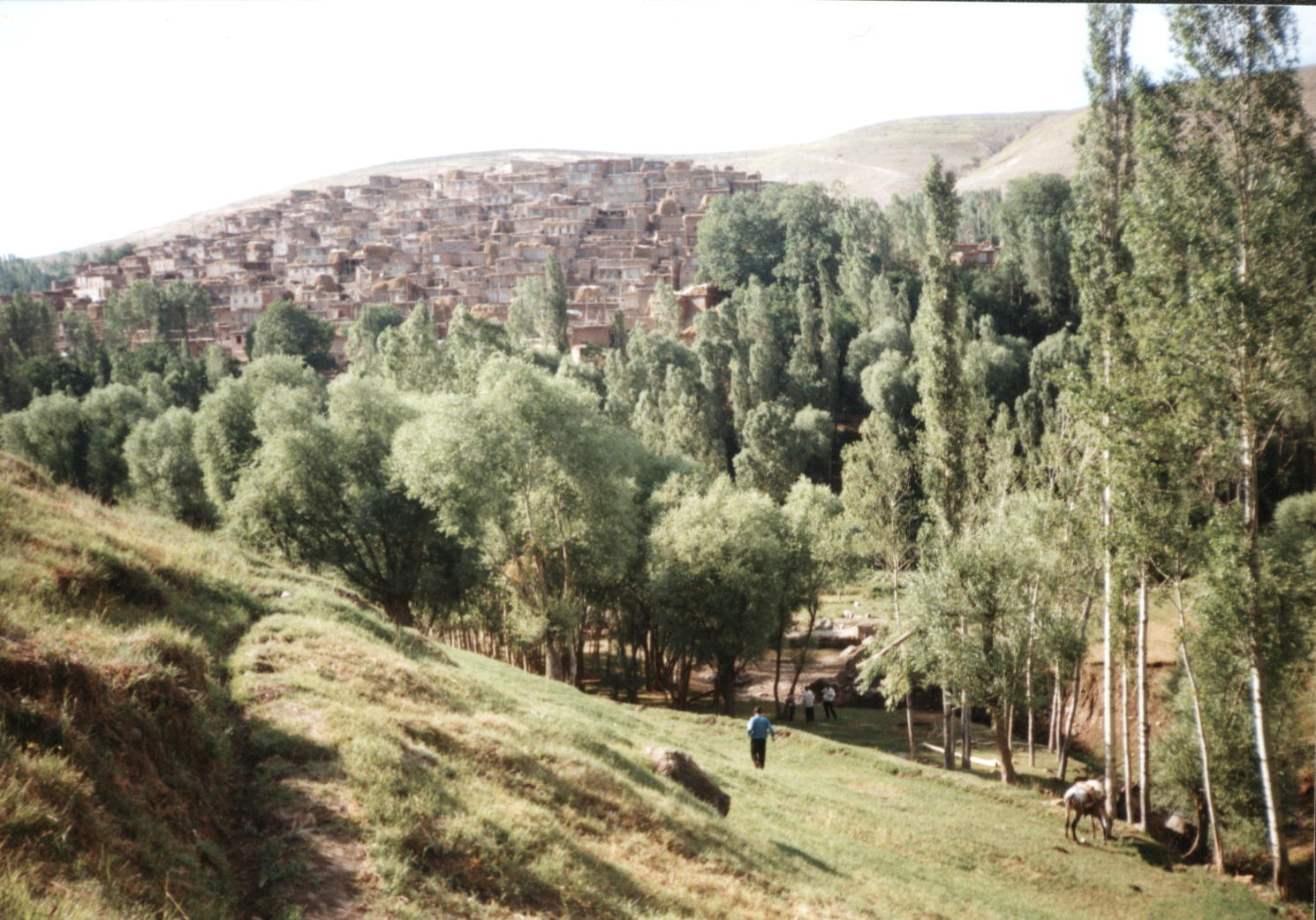
دورنمایی از گنبر.

گنبرف یا همان گون بره یکی از روستاهای استان آذربایجان شرقی است که در دهستان گنبر بخش مرکزی شهرستان اسکو واقع شده‌است.این روستا ۳۰۹۱ نفر جمعیت دارد.
روستای گنبر در دامنهٔ کوه سهند واقع شده‌است و از همین رو آب و هوایی مناسب داشته و باغات فراوانی را در خود جای داده‌است. رودخانه گنبر چایی از ارتفاعات این روستا سرچشمه می‌گیرد.
اهالی گونبر اکثراً کشاورز و دامدار و قالی بافی  می‌باشند. هر دو سال یکبار در فصل برداشت گل محمدی در این روستا و یکسال در روستای توریستی عنصرود( آستاری) جشنواره گل محمدی شهرستان اسکو برگزار می‌شود .
در دهستان گنبر درخت های گردوی فراوانی وجود دارد که این امر باعث شده برداشت سالانه ای زیادی از این محصول حاصل شود و بعد از گل محمدی دومین محصول اصلی این دهستان است.